# バチェラー島 (ワシントン州)

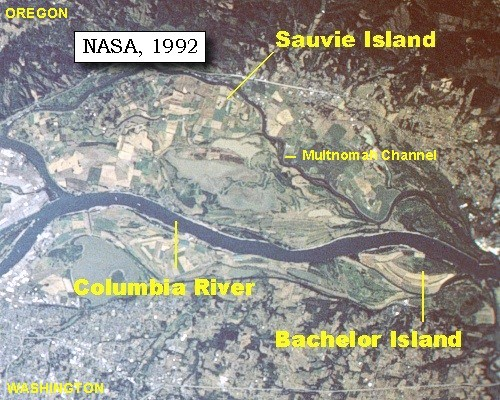
バチェラー島やソービ島の写る衛星写真

バチェラー島 (バチェラーとう、Bachelor Island) は、アメリカ合衆国ワシントン州にある島である。コロンビア川にある島で、リッジフィールド付近、ルイス川とコロンビア川の合流地点のすぐ南に位置する。コロンビア川をはさんで対岸にはソービ島の北部がある。
バチェラー島は、コロンビア川のほかバチェラーアイランドスラウとレイク川に囲まれている。バチェラーアイランドスラウは島南端のバチェラーポイントでコロンビア川から別れる。それからレイク川に合流し、レイク川はバチェラー島北端でコロンビア川に合流している。
島の大半はリッジフィールド国立野生生物保護区に含まれる。
1805年に川を下っている途中で島の場所を通過したルイス・クラーク探検隊は、この島をGreen Bryor Isdと呼んだ。翌年、川をさかのぼっている途中、彼らはQuathlahpotle島と名前を変えた。Quathlahpotleとは付近にあった大きな村の名前をとったものである。
1841年、アメリカ合衆国探検遠征隊のチャールズ・ウィルクスは、この島をPasainks島と名づけた。バチェラーアイランドスラウはPiscou Creekと呼んだ。19世紀にはコロンビア島と呼ばれたこともある。
1849年か1850年に3人の独身男性（英語でbachelor）が供与地請求法により取得し、島に定住した。このことが現在の島の名前の由来である。